# تیموته ان‌گسان
تیموته ان‌گسان (فرانسوی: Timothey N'Guessan‎؛ زادهٔ ۱۸ سپتامبر ۱۹۹۲) بازیکن هندبال اهل فرانسه است.
از باشگاه‌هایی که در آن بازی کرده‌است می‌توان به باشگاه هندبال بارسلونا اشاره کرد.